# Karol Spinola
Karol Spinola SJ, wł. Carlo Spinola (ur. 1564 w Genui, zm. 10 września 1622 w Nagasaki) włoski jezuita, prezbiter, ofiara prześladowań antykatolickich w Japonii, męczennik, błogosławiony Kościoła katolickiego.

## Życiorys
Był synem hrabiego Tessarolo. Mimo wpajanych sztuk rycerskich i nauk klasycznych zainspirowany przykładem życia Rudolfa Acquavivy 21 grudnia 1584 roku wstąpił do Towarzystwa Jezusowego. Po ukończeniu nowicjatu, który odbył pod kierunkiem późniejszego świętego Bernardyna Realino w Lecce, podjął studia filozoficzne i teologiczne w Mediolanie, zakończone w 1594 przyjęciem sakramentu święceń kapłańskich. Mimo sprzeciwu rodziny, dwa lata później podjął próbę udziału w misji na terenie Brazylii. Statek porwany został przez Anglików, a Karol Spinola uwięziony. Po uwolnieni wrócił do Lizbony skąd w 1599 roku wyjechał do Goa i tam przyswoił sobie język japoński. W 1602 roku przybył do Nagasaki by realizując swoje powołanie działać na rzecz ewangelizacji w ramach funkcjonującej misji katolickiej.
Duszpasterzował w okolicach Arie i Meaco (ówcześnie tak nazywano Kioto) gdzie utworzył szkołę katechistów i ochrzcił ok. pięć tysięcy osób. Od 1611 r. pełnił obowiązki prokuratora prowincji i socjusza prowincjała Walentego Carvalho.
Gdy w 1614 roku siogun Ieyasu Tokugawa wydał edykt zniszczenia chrześcijaństwa na mocy którego pod groźbą utraty życia wszyscy misjonarze mieli opuścić kraj, a praktykowanie i nauka religii zakazana, rozpoczęły się trwające ponad 200 lat krwawe prześladowania chrześcijan.
Karol Spinola w ukryciu kontynuował działalność misyjną jako Józef od Krzyża aż do 14 grudnia 1618 roku gdy został aresztowany. Więziony był w Suzuta i tam za pozwoleniem prowincjała przyjął do Towarzystwa Jezusowego kilku współwięźniów.
Idąc na śmierć zaintonował Laudate Dominum omnes gentes (Chwalcie Pana wszystkie narody). Zginął spalony w Nagasaki 10 września 1622 roku.
Dzienna rocznica śmierci jest dniem, kiedy wspominany jest w Kościele katolickim.
Karol Spinola znalazł się w grupie 205 męczenników japońskich beatyfikowanych 7 lipca 1867 roku w Rzymie przez papieża Piusa IX.